# Myrmecodia jobiensis
Myrmecodia jobiensis är en måreväxtart som beskrevs av Odoardo Beccari. Myrmecodia jobiensis ingår i släktet Myrmecodia och familjen måreväxter. Inga underarter finns listade i Catalogue of Life.